# Antonio Corvetta
Antonio Corvetta (ur. 28 września 1977 w Ankonie) – włoski siatkarz, grający na pozycji rozgrywającego.

## Sukcesy klubowe
Mistrzostwo Włoch:
- 2017
- 2013
- 2004, 2016

Puchar Challenge:
- 2013[3]

Liga Mistrzów:
- 2016, 2017

Puchar Włoch:
- 2017